# Терновой (Орловский район)
Терновой — хутор в Орловском районе Ростовской области.
Входит в состав Курганенского сельского поселения.

## География
На хуторе имеются две улицы — Кооперативная и Школьная.

## Население
| 2010 |
| ---- |
| 143  |

## Археология
В 0,5 км к юго-востоку от хутора Тернового находится курган «Терновый I».